# BSG Turbine Magdeburg
Die BSG Turbine Magdeburg war eine Betriebssportgemeinschaft aus Magdeburg. Sie wurde 1950 gegründet und wurde nach der politischen Wende 1990 aufgelöst. Die Fußballabteilung des Vereins spielte eine Saison in der II. DDR-Liga und drei Spielzeiten in der DDR-Liga.

## Vorgeschichte
Im FV Fortuna Magdeburg waren die Sportarten Fußball, Leichtathletik, Handball und Volleyball vertreten. Er bekam 1919 sein eigenes Stadion in der Rothenseer Straße, das 8000 Zuschauer fasste. Als 1938 das Stadiongelände für eine Wohnsiedlung benötigt wurde, musste für den Verein ein neues Stadion errichtet werden, das als Sportplatz Schöppensteg noch heute besteht. Bis zum Zweiten Weltkrieg waren die Fortuna-Fußballer vergleichsweise erfolgreich, sie wurden mehrfach Gau- und Elbkreismeister. Mehrere Spieler wurden in überregionale Auswahlmannschaften berufen.

## Geschichte
Nachdem auf Geheiß der sowjetischen Besatzungsmacht alle Vereine aufgelöst werden mussten, wurde am 14. November 1950 unter Beteiligung ehemaliger Fortuna-Vereinsmitglieder die BSG Turbine Magdeburg gegründet. Da der BSG auch der Sportplatz Schöppensteg zugewiesen wurde, ist es gerechtfertigt, sie als Nachfolger des FV Fortuna Magdeburg anzusehen. Die Sportarten der Vorkriegszeit wurden weiter betrieben, später kamen die Sektionen Schwimmen/Wasserball, Radfahren, Tischtennis, Schach, Billard und Kraftsport hinzu. Zeitweise hatte die BSG über 1000 Mitglieder.
Erfolgreichste Abteilung der BSG Turbine Magdeburg war die Fußball-Abteilung. Die Abteilung schaffte in der Saison 1960 den Aufstieg in die II. DDR-Liga. In der Saison 1961/62 wurde sie in die Staffel 2 einsortiert, beendete die Saison überraschend auf dem ersten Platz und schaffte damit den Aufstieg in die DDR-Liga. In der Saison 1962/63 wurde sie in die Staffel Nord einsortiert, belegte in der aus 14. Teams bestehenden Staffel den 11. Platz und sicherte sich damit den Klassenerhalt. Vor der Saison 1963/64 wechselte Wolfgang Abraham vom SC Aufbau Magdeburg zu Turbine Magdeburg und hatte mit seinen 16 Saisontoren einen großen Anteil am neunten Platz. In der Saison 1964/65 konnte sie nicht an die Leistungen der Vorsaison anknüpfen und belegte in der Spielzeit den 15. und damit vorletzten Platz. Gemeinsam mit der BSG Empor Neustrelitz und der BSG Aktivist Brieske-Ost musste sie in die Bezirksliga absteigen.
Die BSG Turbine qualifizierte sich auch mehrere Male für den FDGB-Pokal. Dabei überstand sie aber nur zwei Male die erste Runde, erstmals in der Saison 1964/65 und letztmals in der Saison 1976/77. Beim FDGB-Pokal 1964/65 traf sie in der ersten Runde auf SG Dynamo Schwerin und die Magdeburger konnten sich durch einen 1:0-Auswärtssieg durchsetzen. In der zweiten Runde schied man durch eine 0:1-Niederlage gegen die BSG Motor Dessau aus. Im FDGB-Pokal 1976/77 traf man in der ersten Runde zuhause auf die BSG Aktivist Espenhain, gegen welche man sich erst im Elfmeterschießen durchsetzen konnte. In der zweiten Runde schied die Magdeburger Mannschaft durch eine 0:2-Niederlage gegen die ASG Vorwärts Dessau aus.

## Erfolge
- Aufstieg in die DDR-Liga: 1961/62

## Nachfolge
Die wirtschaftliche Neuordnung nach der politischen Wende von 1989 brachte einerseits den Wegfall der finanziellen Grundlagen der Betriebssportgemeinschaften mit sich, eröffnete aber die Neugründung von sich selbst finanzierenden Vereinen. Auf dieser Grundlage wurde die BSG Turbine am 15. Juni 1990 in den Sportverein Fortuna überführt. Mit finanzieller Hilfe der Stadt wurde das Stadion Schöppensteg bis zum Jahr 2005 umfassend saniert und erhielt neben dem Rasenplatz auch einen Kunstrasenplatz. Neben den Abteilungen Badminton, Boxen, Gymnastik und Volleyball dominierten weiterhin die Fußballer, deren Männerteam es zwischen 1996 und 2000 bis in die viertklassige NOFV-Oberliga schaffte. Ebenfalls erfolgreich war das Frauenfußballteam, das bis 1997, ehe es als Magdeburger FFC einen eigenen Verein gründete, im Mittelfeld der drittklassigen Regionalliga Nordost vertreten war. Finanzielle Schwierigkeiten im Verein zwangen die Verantwortlichen dazu, die 1. Herrenfußball-Mannschaft ab der Saison 2000/01 nur noch in der siebtklassigen Landesklasse Sachsen-Anhalt spielen zu lassen. In der Saison 2006/07 gelang der Aufstieg in die Landesliga. Im Jahr 2008 konnte mit dem Gewinn des Stadtpokals Magdeburg ein weiterer Erfolg gefeiert werden. Dagegen endete die Saison 2008/09 mit dem Abstieg in die Landesklasse enttäuschend. Ein Jahr später gelang jedoch die sofortige Rückkehr in die Landesliga sowie der erneute Gewinn des Stadtpokals. In der Saison 2010/11 gelang der Durchmarsch in die Verbandsliga Sachsen-Anhalt, aus der der Verein 2013 wieder absteigen musste. 2016 gelang die Rückkehr in die Verbandsliga.
Die Frauenhandballabteilung des SV Fortuna fusionierte 2000 mit der des SC Magdeburg zum HSC 2000 Magdeburg.